# Luzy
Pour l’article homonyme, voir Luzy-Saint-Martin.
Luzy est une commune française située dans le département de la Nièvre, en région Bourgogne-Franche-Comté.
Ses habitants sont appelés les Luzycois.

## Géographie

### Localisation

Carte de la Nièvre.

Luzy est un chef-lieu de canton du sud-est du département de la Nièvre, dans la partie sud du Morvan.
|         | Millay                                                          | Saint-Didier-sur-Arroux (Saône-et-Loire)                     |
| Fléty   | Luzy                                                            | Thil-sur-Arroux (Saône-et-Loire) Charbonnat (Saône-et-Loire) |
| Tazilly | Marly-sous-Issy (Saône-et-Loire) Issy-l'Évêque (Saône-et-Loire) | Cuzy (Saône-et-Loire)                                        |

### Relief et géologie
Luzy est située sur une zone granitique dans une cuvette (vallée de l'alène). Les sols y sont relativement acides et peu profonds à dominante sableuse et siliceuse. Ils sont favorables à la pousse de l'herbe grâce au climat humide.

### Hydrographie
La ville est traversée par la rivière Alène, affluent de l'Aron et sous-affluent de la Loire, qui s'élargit en un petit lac en raison d'un modeste barrage au niveau de la cité.

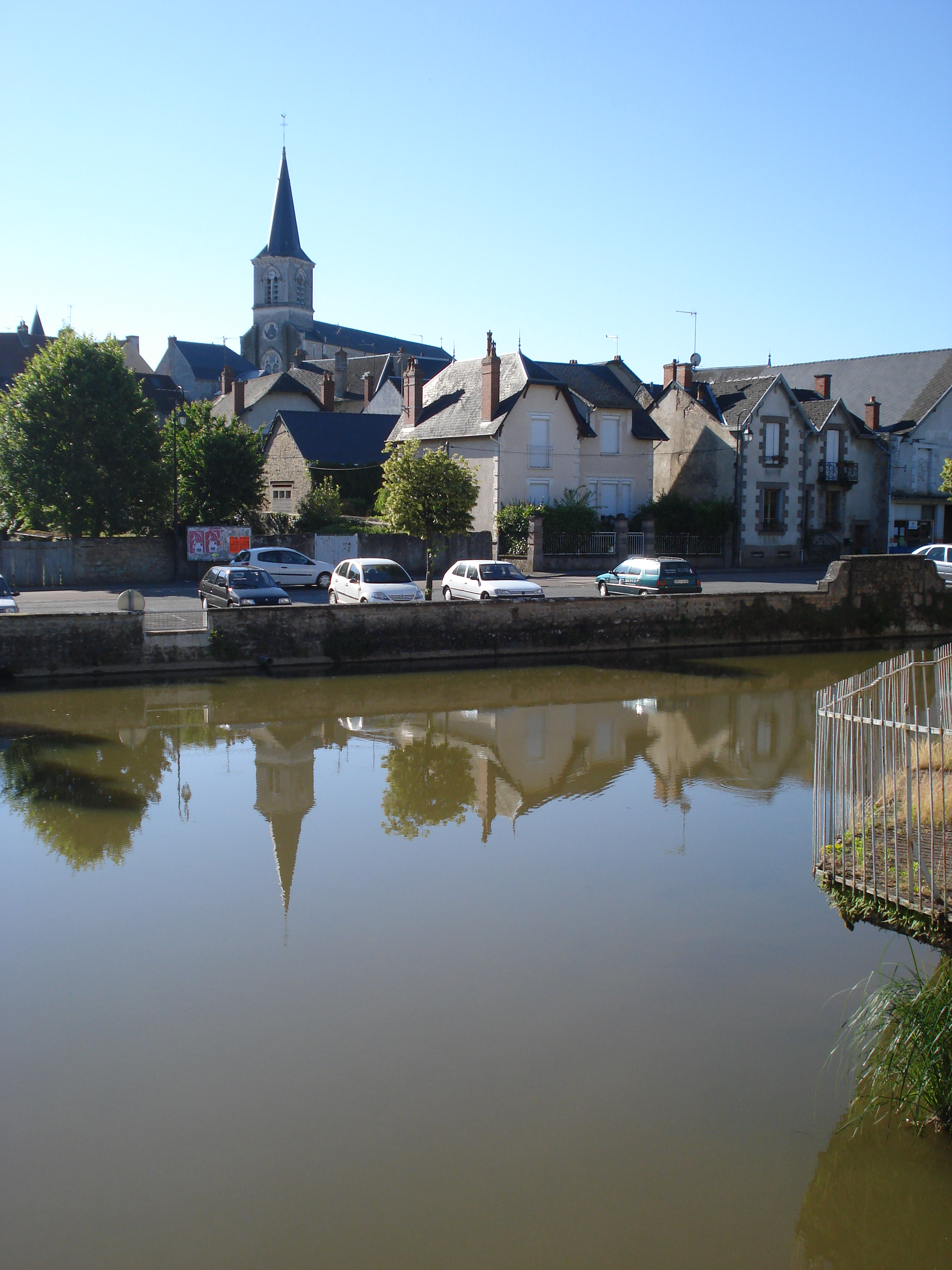
Lac de barrage de l'Alène au centre-ville.
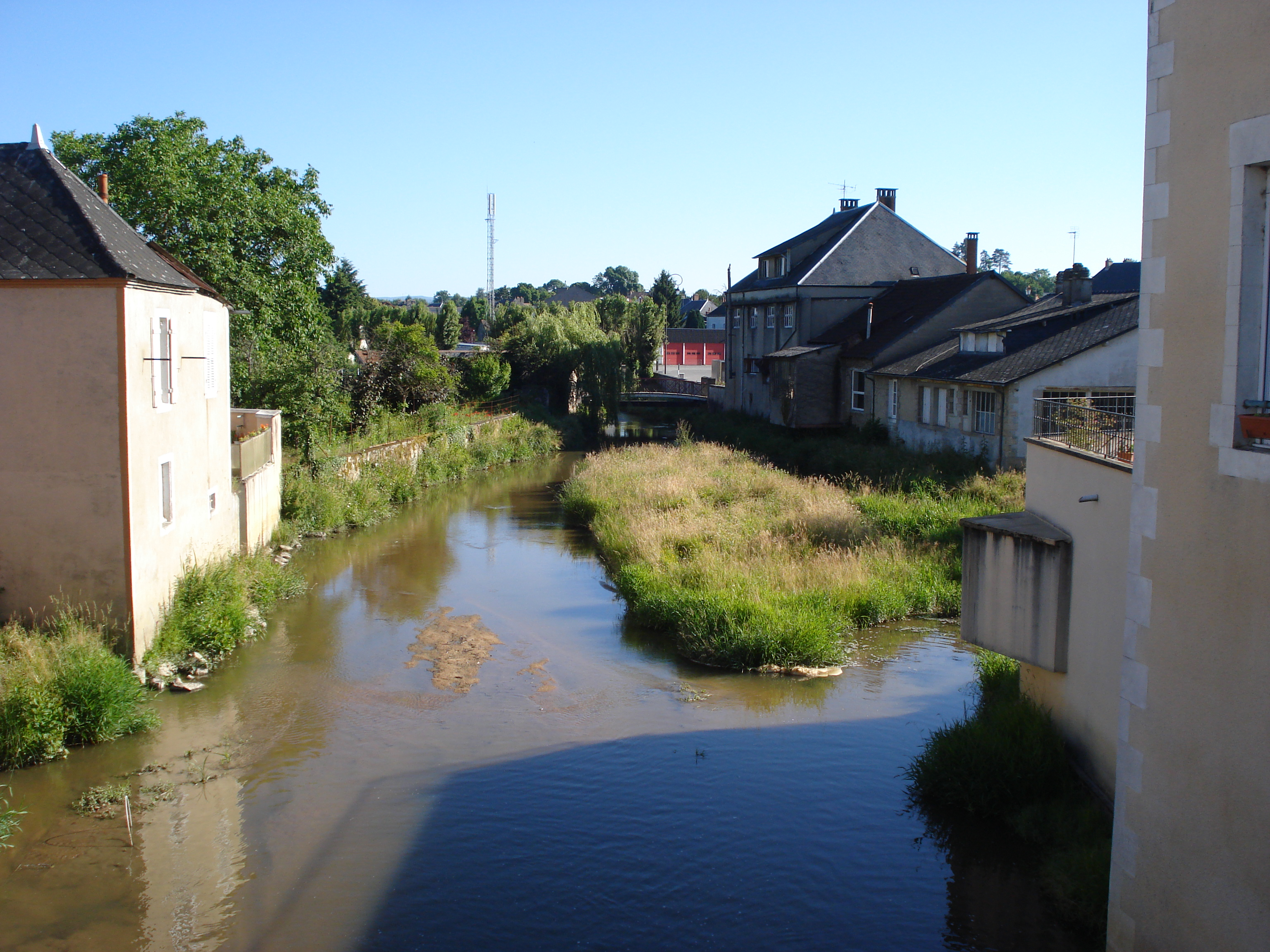
L'Alène à Luzy.
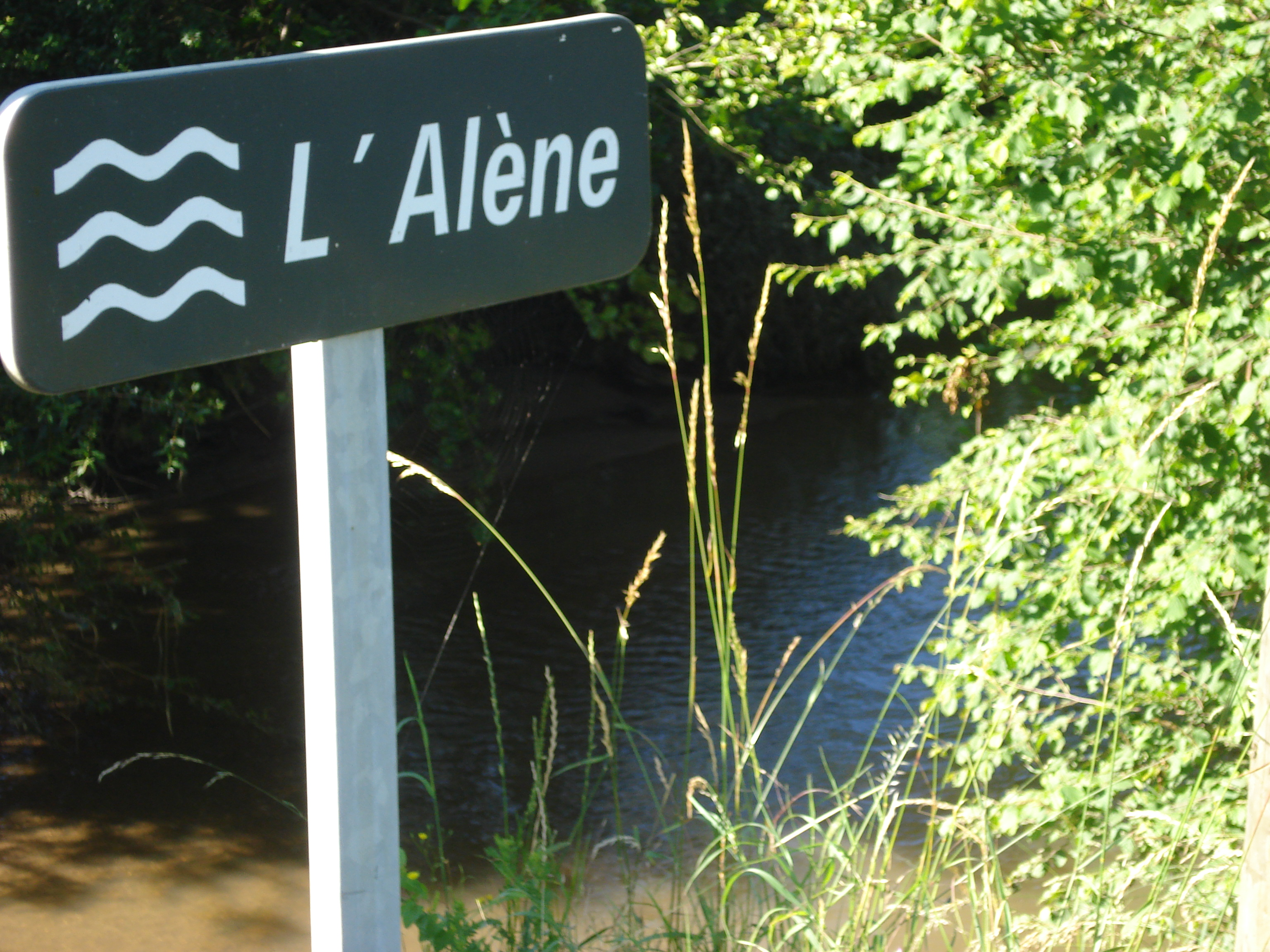
L'Alène en amont de Luzy.

### Voies de communication et transports
- Service de transport scolaire en centre-bourg.
- Service gratuit de transport de seniors en centre-bourg.
- Train express régional reliant à Dijon et à Nevers (gare de Luzy).
- Prise en charge à 70 % des courses en taxi pour les personnes à mobilité réduite ou en situation d’isolement pour des déplacements dans l’enceinte du canton.

### Climat
Pour des articles plus généraux, voir Climat de la Bourgogne-Franche-Comté et Climat de la Nièvre.
En 2010, le climat de la commune est de type climat océanique dégradé des plaines du Centre et du Nord, selon une étude du Centre national de la recherche scientifique s'appuyant sur une série de données couvrant la période 1971-2000. En 2020, Météo-France publie une typologie des climats de la France métropolitaine dans laquelle la commune est exposée à un climat océanique altéré et est dans la région climatique  Centre et contreforts nord du Massif Central, caractérisée par un air sec en été et un bon ensoleillement.
Pour la période 1971-2000, la température annuelle moyenne est de 10,7 °C, avec une amplitude thermique annuelle de 16,4 °C. Le cumul annuel moyen de précipitations est de 866 mm, avec 12,2 jours de précipitations en janvier et 7,6 jours en juillet. Pour la période 1991-2020, la température moyenne annuelle observée sur la station météorologique de Météo-France la plus proche, « Avrée », sur la commune d'Avrée à 8 km à vol d'oiseau, est de 11,7 °C et le cumul annuel moyen de précipitations est de 884,8 mm. 
La température maximale relevée sur cette station est de 40,5 °C, atteinte le 24 juillet 2019 ; la température minimale est de −13,9 °C, atteinte le 7 février 2012,,.
Les paramètres climatiques de la commune ont été estimés pour le milieu du siècle (2041-2070) selon différents scénarios d'émission de gaz à effet de serre à partir des nouvelles projections climatiques de référence DRIAS-2020. Ils sont consultables sur un site dédié publié par Météo-France en novembre 2022.

## Urbanisme

### Typologie
Au 1er janvier 2024, Luzy est catégorisée bourg rural, selon la nouvelle grille communale de densité à sept niveaux définie par l'Insee en 2022.
Elle est située hors unité urbaine et hors attraction des villes,.

### Occupation des sols
L'occupation des sols de la commune, telle qu'elle ressort de la base de données européenne d’occupation biophysique des sols Corine Land Cover (CLC), est marquée par l'importance des territoires agricoles (79,2 % en 2018), une proportion sensiblement équivalente à celle de 1990 (78,6 %). La répartition détaillée en 2018 est la suivante : prairies (55,2 %), zones agricoles hétérogènes (24,1 %), forêts (15,1 %), zones urbanisées (5,7 %). L'évolution de l’occupation des sols de la commune et de ses infrastructures peut être observée sur les différentes représentations cartographiques du territoire : la carte de Cassini (XVIIIe siècle), la carte d'état-major (1820-1866) et les cartes ou photos aériennes de l'IGN pour la période actuelle (1950 à aujourd'hui).

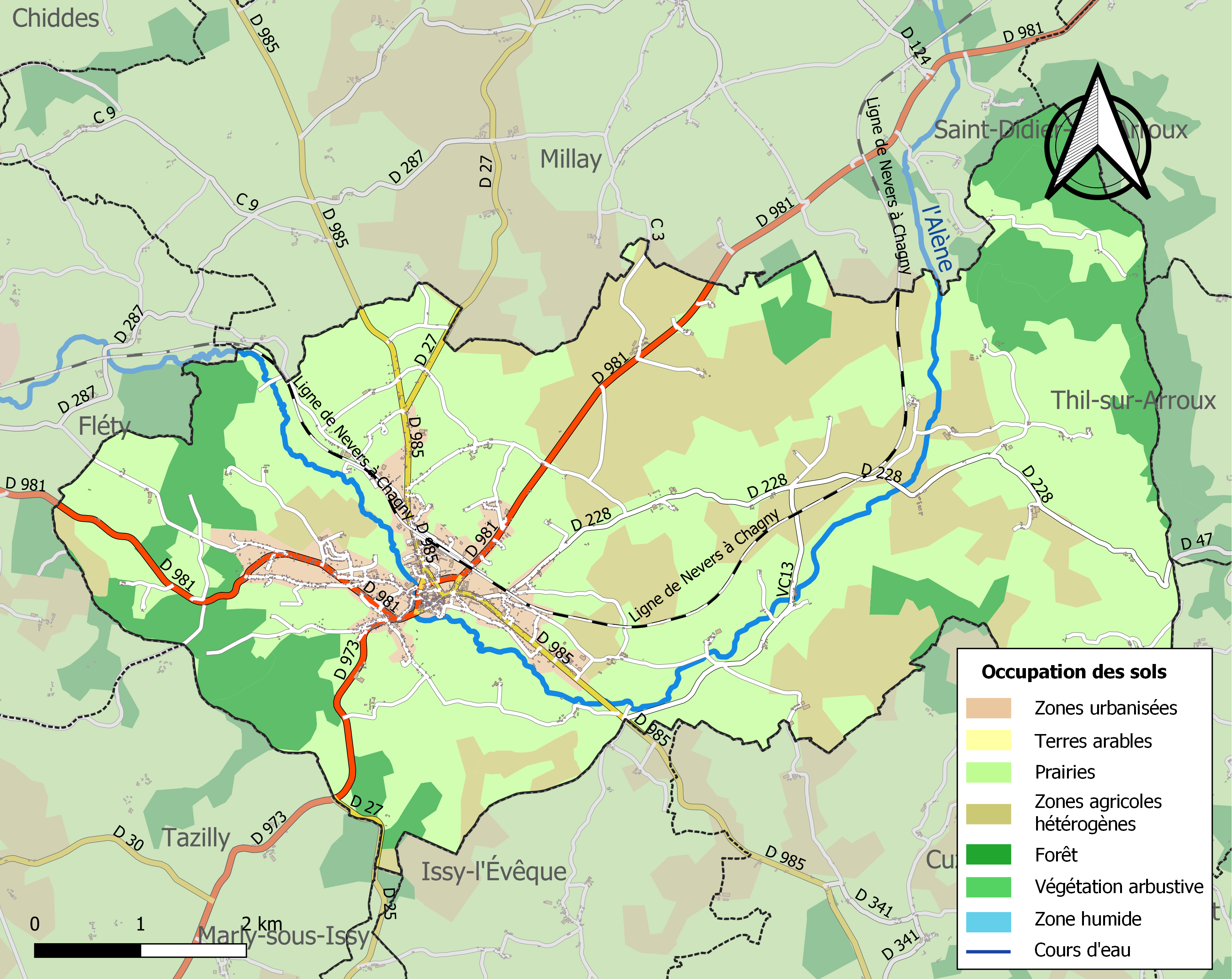
Carte des infrastructures et de l'occupation des sols de la commune en 2018 (CLC).

## Toponymie
On relève les formes suivantes du nom de la commune : Lausea au IVe siècle, Lausia vers 900, Luziacum en 936, Luzi en 1196, Luzeacum en 1269, Luzi en 1310 et Luzeium en 1333,.
Selon les linguistes Albert Dauzat et Charles Rostaing, le nom de Luzy dériverait du nom d'homme latin Lausius auquel se serait ajouté le suffixe -acum,,.

## Histoire

### Préhistoire et Antiquité à Luzy et ses environs
Divers vestiges préhistoriques ont été trouvés dans le canton de Luzy : deux bifaces de Neandertal à Fléty même, et divers outils à Fléty, Millay, Poil et Savigny-Poil-Fol. Pour le néolithique, un menhir datant d'environ 4 000 ans avant notre ère est trouvé à Chigy (actuel Vallées de la Vanne) et deux haches en bronze à Luzy (environ −1 300).
À l'oppidum du Mont Dosne (long de 400 mètres et large de 100 mètres), deux silex taillés sont trouvés à la fin du XIXe siècle et au début du XXe siècle. On y retrouve aussi des traces de murs, de fossés et de belvédères. En -58, les Helvètes se battent contre Rome sur le Montmort de Millay. Après le siège d'Alésia en -52, le proconsul romain Jules César s'arrête à Bibracte pour écrire une partie de ses mémoires de guerres.
De multiples vestiges de l'époque gallo-romaine (monnaies, restes d'habitations, poteries, etc.) sont retrouvés à Luzy au début du XXe siècle ainsi que des clefs et une statuette à Plamont. En bronze coulé et de 7,2 centimètres de haut, elle représente un homme habillé avec un oiseau et une couronne dans ses bras. Découverte en 1904 puis donnée au Musée des antiquités nationales de Saint-Germain-en-Laye, il n'en subsiste qu'un moulage. De nombreux piliers et stèles funéraires sont également découverts aux environs du Mont Beuvray, dont certains piliers en territoires luzycois,.

### Période de l'Ancien Régime
Sous l'Ancien Régime, Luzy est divisée en deux paroisses : Luzy-Notre-Dame et Luzy-Saint-Pierre.
En 936, les territoires de Luzy (alors Luzacum) sont donnés à la paroisse Saint-Nazaire d'Autun. Cependant, peu après l'an mil, Luzy redevient indépendant et appartient à la famille de Semur, dont le plus lointain ancêtre retrouvé étant baron de Luzy est Geoffroy III.
Durant le Bas Moyen Âge, des fortifications sont élevées autour de Luzy. Plusieurs siècles sont donnés pour la construction de ces protections : au XIVe siècle selon Jacques-François Baudiau en 1854 dans Le Morvand ou essai géographique, topographique et historique sur cette contrée et Amédée Julien (notamment auteur d'une carte représentant Luzy à la fin du XVIIe ou au début du XVIIIe siècle) dans La Nièvre à travers le passé publié en 1883, ou au XVe siècle selon les Luzycois Auguste Tambour et Lucien Gueneau. Amédée Julien évoque des « fossés des six à huit mètres de profondeur, alimentés [à l'est] par les eaux » du Grand étang du moulin. Pour Auguste Tambour, cette description est faussée : « Pour amener l'eau de l'étang dans les fossés creusés sous les murs du château, il aurait fallu établir un [...] aqueduc [qui] aurait dû avoir 300 mètres de long, huit mètres de profondeur au niveau de la mairie et au même endroit une largeur de douze à quinze mètres. Si ce canal avait existé, on en trouverait certainement des traces,. »
En avril 1252, les seigneurs de Luzy Héloïse et Henri de Brancion accordent dans la Charte octroyée aux bourgeois de Luzy par le seigneur dudit lieu, Henri de Brancion et Héloïse, sa femme, l'abandon de leur condition de serf,. La charte interdit aux seigneurs qui n'ont pas payé leurs créanciers dans le temps imparti d'en prendre un nouveau sans avoir remboursé la somme due, et aux agents du seigneur de saisir les animaux des bourgeois. Le cens de la Saint-Martin est abaissé pour les plus pauvres. La justice est réorganisée, les obligations militaires sont réduites et la protection des habitants est améliorée. Il est cependant à noter que cette charte ne concerne pas les Luzycois logés en dehors de la muraille, ainsi que plusieurs impôts.
Éloïse est la première Dame de Luzy après la fin de la branche des de Semur en 1257. Un de ses successeurs, Jean II ou III de Châteauvillain-Luzy, seigneur dès 1340 et † vers 1361/1367, fils et petit-fils des seigneurs luzycois Jean Ier-Ii et Guyot de Châteauvillain (son arrière-grand-père Jean Ier de Châteauvillain, père de Guyot, avait épousé Jeanne, dame de Semur-en-Brionnais, Luzy, Uchon et Bourbon-Lancy), est fait prisonnier par les Anglais à la bataille de Poitiers (1356). Il met alors en gage sa seigneurie pour 5 000 florins d'or auprès de son beau-frère Guy d'Autun de Dracy-le-Loup, en 1356. Il la rachète trois ans plus tard mais la vend 3 000 florins d'or en 1361 à Marguerite, fille de Louis Ier de Poitiers. Le fils de cette dernière, Édouard II de Beaujeu, endetté, vend en 1394 Luzy à Guy de la Trémouille, son oncle, avant de la racheter un an après. Il l'échange en septembre 1397 avec Louis de Sancerre qui l'offre à son beau-frère Guichard Ier Dauphin de Jaligny. À la mort de Guichard en 1415 à Azincourt, le territoire luzycois est vendu à Bonne d'Artois († 1425 ; par ses deux alliances, successivement comtesse de Nevers puis duchesse de Bourgogne). Son fils aîné, Charles de Bourgogne, comte de Nevers, après la seigneurie de sa mère puis celle de Marie de Friencourt (en 1425, Bonne d'Artois avait légué Luzy à sa dame d'atours Marie de Friancourt), décide le 12 février 1442 que les comtes de Nevers seront également ceux de Luzy. Il unit par la même occasion la seigneurie luzycoise avec celle de Sémelay.
Luzy est mentionné dans le livre Le Dimanche de Bouvines de Georges Duby : il indique que des tournois y étaient organisés entre les XIIe et XIIIe siècles, rassemblant de jeunes chevaliers en provenance de tout le royaume de France, et même d'Angleterre (où les tournois étaient alors interdits). La popularité de ces tournois situés hors des grandes villes s'explique par le regard alors très défavorable de l'Église à propos de ces pratiques qui réduisaient le nombre de croisés potentiels et allaient à l'encontre du principe de la « Paix de Dieu ».
En 1962, lors de travaux dans le centre-ville de Luzy est découvert un vase de terre contenant une centaine de pièces de monnaie frappées au nom du roi de France Charles VI, émises en 1389 et 1417, et du duc de Bourgogne Jean sans Peur, émises en 1419. Selon le groupe d'histoire locale de la commune dans Regards sur Luzy à travers les siècles en 2013, le vase aurait été caché en 1423, durant les troubles causés par le passage de bandes d'assassins et de pilleurs dans la commune.

### Sous la Révolution
Après la Révolution française, en 1790-1791, deux communes sont créées sur le territoire de Luzy : Luzy-Ville et Luzy-Foraint. Elles sont rassemblées peu après, entre 1795 et 1800.

### LeXIXesiècleet le Second Empire
À la fin des années 1840, alors que la France est de nouveau sous la République, les républicains sont peu nombreux à Luzy, comparé aux monarchistes et bonapartistes. Lors de l'élection présidentielle de 1848, Louis-Napoléon Bonaparte obtient la majorité absolue à Luzy avec 88 % des voix. Face à lui, le candidat des républicains modérés Eugène Cavaignac n'obtient que 6,67 % et celui de la gauche républicaine Alexandre Ledru-Rollin 4,16 %. Cependant, aux élections législatives de 1849 dans l'arrondissement de Château-Chinon (Ville), six politiques de la gauche républicaine sont élus, et un seul du parti de l'Ordre est élu dans la Nièvre, contrairement à la tendance nationale.
Le 13 mai 1849, le jour de l'élection, se retrouvent au Café français (rue du Commerce) l'instituteur et homme de lettres Antony Duvivier et le taillandier Gilbert Chandioux avec d'autres républicains. Ils y critiquent alors ouvertement le nouveau président de la République et le gouvernement au place. Leportier, maréchal des logis de la gendarmerie locale, en tient un rapport le soir même : il parle de « propos outrageants » de Duvivier, qui aurait traité Bonaparte de « crétin et de Jean-Foutre ». Duvivier est condamné devant le juge d'instruction de Château-Chinon (Ville) le 25 août 1849 à un mois de prison et 200 francs d'amende. Il se réfugie alors en Belgique. En avril 1852, il est condamné à la déportation en Algérie. Il s'enfuit à Constantinople (Empire ottoman) et prend un poste d'enseignant dans un collège français. Il rentre en 1858,. En octobre 1851, Gilbert Chandioux est dénoncé pour avoir proféré des menaces contre des notables, avoir chanté La Marseillaise et avoir crié « À bas les cagots ! » et « À bas les Blancs ! ». Après un procès bâclé, il est déporté en Algérie. Après quatorze mois d'exil, il est autorisé de rentrer chez lui, mais sous surveillance.
Après le coup d'État du 2 décembre 1851 proclamant le Second Empire, le maire Antoine Perrin, déjà élu en 1847, est désigné par l'Empire. Aux élections législatives de 1857, un candidat « officiel » est désigné par l'Empire pour Château-Chinon (Ville) : le comte Honoré-Joseph-Octave Le Peletier d'Aunay. Il fit face au républicain modéré de la Bédolière. Le commissaire Simon Dudragne, arrivé à Luzy l'année d'avant, est chargé de faire en sorte que Le Peletier d'Aunay obtienne le meilleur résultat possible et que l'opposition ne puisse pas mener à bien sa campagne électorale. De la Bédolière n'a pas le droit d'organiser des événements publics et ne peut publier son programme dans les journaux, qui sont contrôlés. Les grands propriétaires doivent également indiquer à leurs employés pour qui ils devront voter ; ils les accompagnent même le jour du vote. Ce jour-là, un seul bulletin est présenté : celui du candidat officiel. Le Peletier d'Aunay est élu à 97 % des voix, avec tout de même un taux d'abstention de plus de 40 %.
Selon la loi de sûreté générale de février 1858, qui permet aux autorités (par simple décision administrative) d'emprisonner et de déporter un ancien prisonnier politique pour des « faits graves ». Chandioux est donc accusé par Dudragne, d'avoir brûlé « dans le feu de sa forge, en dansant autour, les bulletins de M. le comte d'Aunay ». Il est de nouveau déporté en Algérie puis revient fin octobre de l'année suivante. Antony Duvivier, avec une autorisation de l'Empire, rentre en métropole dès août 1858 (comme 1 800 autres condamnés). Mais dès février 1859, il est traduit en justice pour des propos critiques envers l'Empereur, Jean-Baptiste Dupin et Jean-Baptiste Louis Gros, prononcés dans un café luzycois le 3 février. Il est finalement acquitté mais, Dudragne faisant appel, est rejugé à Bourges puis condamné à être lui aussi déporté en Algérie, où il reste un an avant de repartir pour Constantinople. Il y meurt en 1862 à l'âge de 48 ans.
Malgré cette victoire, Dudragne n'en a pas fini avec les républicains : il fait arrêter quelques jours après pour des « propos séditieux et offensants à l'égard de l'Empereur » treize Luzycois dont le cousin de Gilbert Chandioux, Wandelle, un boulanger. Mais le tribunal de Château-Chinon (Ville), comme pour Duvivier, relaxe les inculpés. Dudragne, après une demande des autorités municipales et des habitants, finit par devoir partir (il part à Prémery mais est finalement révoqué de son poste pour alcoolisme).

### LaIIIeRépublique et l'apogée des républicains
En 1892 — une vingtaine d'années après la création de la Troisième République —, les élections locales sont largement remportées principalement par des républicains, dont Jean Chandioux, fils de Gilbert, maire depuis 1885, mais également conseiller général du canton de Luzy, puis député de l'arrondissement de Château-Chinon (Ville). Ainsi, le canton s'améliore, avec la création de bureaux de poste, d'écoles, de routes, de réseaux de chemins de fer, etc. La même année, les noms des rues, avenues et places de Luzy changent de noms, et perdent pour certains leurs consonances religieuses (rues de la Croix et Saint-Pierre, place de l'Église) pour des emblèmes républicains (rue de la Libre-Pensée, de la République, avenues de la Liberté, de l'Égalité et de la Fraternité), des philosophes (rues Denis-Diderot, Jean-Jacques-Rousseau et Voltaire), des politiques des trois Républiques (rues Duvivier, Kléber, Lamartine et Victor Hugo), avenues Carnot, Hoche et Marceau, cours Gambetta) ou encore à la Guerre-franco-allemande-de-1870 (avenue Garibaldi, cour Chanzy).
À Luzy, dès les années 1880, la laïcité est mise en place. On enlève les crucifix des différents hôpitaux et des tribunaux, et les sœurs hospitalières du Sacré-Cœur de Jésus doivent quitter la ville dès 1891. Le curé en fonction, Isidore Alexandre, supporte mal les transformations qui posent un problème à la pratique chrétienne : 14 % des Luzycois vont à la messe du dimanche, dont 80 % de femmes,. Lors de l'inventaire de l'église Saint-Pierre, le 19 janvier 1906, le curé n'est pas présent. L'intervention est donc reportée au 26. Ce jour-là, après sa déclaration de protestation, Alexandre laisse les hommes d'État rentrer, sans plus d'opposition. Mais dans le reste du canton, la tension est beaucoup plus forte : à Fléty, Sémelay, Poil, Rémilly, Lanty, Larochemillay (où on use de violence) et Millay les religieux refusent d'ouvrir les portes des bâtiments religieux. La mairie luzycoise, responsable du projet, doit faire venir de Nevers un serrurier et un commissaire de police, accompagnés de gendarme de la brigade de Luzy.
Lors des élections législatives françaises de 1906, Jean Chandioux remporte la majorité absolue dans les cinq cantons de l'arrondissement face au candidat catholique Geoffroy Saint-Hilaire (il se félicite d'avoir battu « l'hydre cléricale »). Il publie un arrêté municipal interdisant « les processions et autres manifestations d'un culte quelconque [...] sur le territoire de la commune ». La même année, le nouvel évêque de Nevers, François-Léon Gauthey, remplace Alexandre par Auguste Tambour. La désignation a lieu le 8 août et l'installation de Tambour le 2 septembre. Il doit également quitter le presbytère (devenu propriété communale) en décembre,. Pour compenser des pertes financières, l'Église luzycoise met en place le « denier du culte » : une requête auprès des paroissiens. La première rapporte 3 950 francs. Le curé Tambour refuse également les obsèques aux suicidés, aux hommes ayant vécu en concubinage et aux conseillers municipaux proches de Chandioux.
Dans les années 1910, les foires et les marches font la prospérité de la ville et des sources indispensables d'argent.

### La Première Guerre mondiale à Luzy
Deux cents réfugiés et évacués sont accueillis à Luzy en 1914, notamment par le Comité des femmes. La commune subventionne également beaucoup la Croix-Rouge.

### L'Entre-deux-guerres

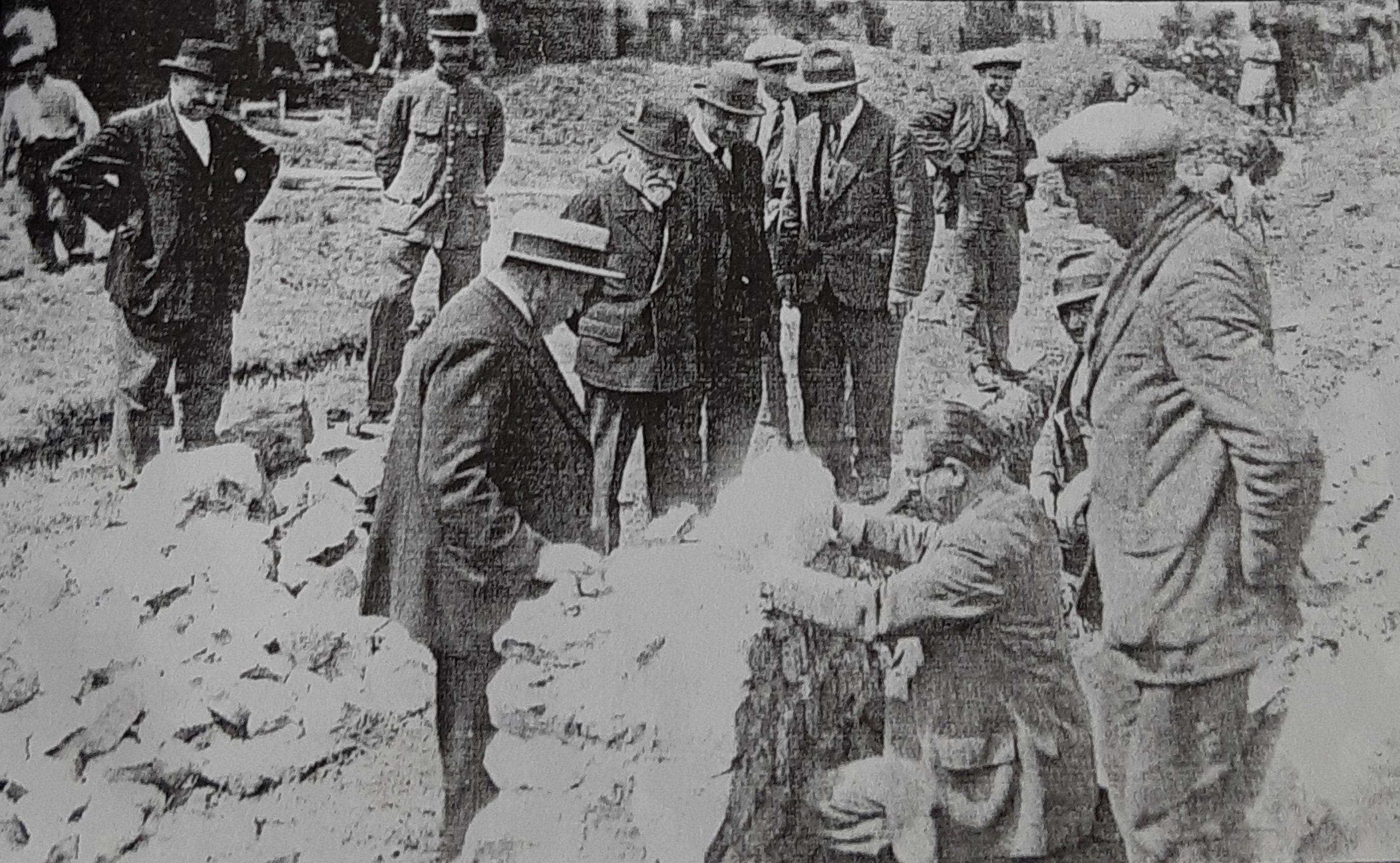
Au cours des années 1920, le maire Émile Bramard pose la première pierre de la salle des fêtes.

À l'élection municipale de 1925, deux listes principales s'opposent : celle du centre et de la droite, dirigée par Philippe Thévenault (maire sortant) avec Pierre Davry et Jean Gacon (entrepreneur) face à celle du Cartel des gauches, dirigée par Émile Bramard (médecin), conseiller général du canton avec Jean Pauchard (quincaillier). Dès le premier tour, la liste du maire sortant est élue en totalité,.
À l'élection suivante (mai 1929), la liste socialiste de Bramard (avec Pauchard et Louis Baroin) affronte l'Union républicaine (UR) de Thévenault, puis de Gaspard Deroche pour le second tour. Au premier, douze des treize conseillers élus sont socialistes et au second, les huit élus sont de l'UR.
En mai 1932, le projet de budget pour l'année suivante est rejeté par onze voix contre neuf. Lors de la réunion suivante, programmée au 14 juillet, l'opposition ne se présente pas. Le 14 août, c'est Bramard et neuf des conseillers de sa liste qui sont absents. La réunion déplacée de nouveau au 11 septembre, le projet est cette fois accepté grâce à la voix prépondérante du maire. Un mois après, le 6 octobre, dix conseillers démissionnent en reprochant au maire une « autorité dictatoriale » et un « coup de force ».
Ainsi, des élections complémentaires sont organisés les 20 et 27 novembre 1932 pour désigner qui seront les onze nouveaux conseillers remplaçant les dix démissionnaires et un mort. Le premier tour amène à la victoire de l'UR, qui remporte dix places. Elles sont reprises par les démissionnaires. Au second tour, c'est Lazare Pagnier, candidat socialiste, qui est élu, amenant la majorité à Bramard. En 1935, les socialistes remportent l'élection dès le premier tour, et Bramard est réélu maire.

## Politique et administration

### Liste des seigneurs et Dames de Luzy

#### Branche des de Semur
- Geoffroy III
- ?-1088 : Geoffroy IV, baron de Semur, frère de St-Hugues
- 1088-1128 : Geoffroy V, baron de Luzy (marié avec Mathilde de Luzy)
- 1128-1147 : Geoffroy VI
- Pierre, baron de Luzy
- v. 1150-1162 : Dalmace II, frère de Pierre (marié avec Radegonde de Bourbon-Lancy)
- 1162-1218 : Simon Ier
- 1219-1226 : Dalmas III, fils de Simon Ier (marié avec Béatrice de Vignory)
- 1226-1246/7 : Simon II, fils de Dalmas III
- 1247-1257 : Henri de Semur, fils de Simon Ier

#### Branche des de Châteauvillain et des de Luzy
- 1257-1262 : Héloïse, sœur d'Henri (mariée avec Henri de Brancion)
- 1262-1284 : Jean Ier de Châteauvillain, gendre de Simon Ier (marié avec Jeanne)
- 1284-1288 : Guyot/Guy de Châteauvillain, fils de Jean Ier
- 1292-1300 : Robert, dauphin d'Auvergne (époux de la veuve de Guy)
- 1300-1339 : Jean II de Châteauvillain, fils de Guy de Châteauvillain (marié avec Isabelle de Torote puis avec Catherine de Beaujeu)
- 1340-1356 : Jean III de Châteauvillain, fils de Jean II (marié avec Marie de Chastillon puis avec Alix de Thianges). Met en gage sa succession pour payer la rançon de sa capture à la bataille de Poitiers par les Anglais.
- 1356-1360 : Guy d'Autun, beau-frère de Jean III, seigneur de fait
- 1360-1361 : Jean III de Châteauvillain. Rachète ses biens puis, endetté, les vend.

#### Multiples ventes et dons
- 1361-1394 : Marguerite de Poitiers
- 1394 : Édouard de Beaujeu, fils de Marguerite. Endetté, vend Luzy.
- 1394-1395 : Guy de la Trémouille, oncle d'Édouard
- 1395-1397 : Édouard de Beaujeu. Rachète son domaine puis l'échange avec Louis de Sancerre.
- 1397-1418 : Guichard, dauphin d'Auvergne, gendre de Louis de Sancerre. À sa mort, la seigneurie est vendue.
- 1418-1425 : Bonne d'Artois. Elle lègue finalement Luzy.
- 1425-1442 : Marie de Friencourt

À la mort de Marie de Friencourt, Charles de Bourgogne, fils de Bonne d'Artois et Philippe de Bourgogne, décide que les seigneurs de Nevers seront également ceux de Luzy.

### Liste des maires
| Période | Période  | Identité                 | Étiquette    | Qualité                                                                         |
| ------- | -------- | ------------------------ | ------------ | ------------------------------------------------------------------------------- |
| 1944    | 1953     | Marie-Joseph Bondoux     | SFIO         | Médecin. Conseiller général.                                                    |
| 1953    | 1971     | Daniel Benoist           | SFIO puis PS | Chirurgien gynécologue. Conseiller général.                                     |
| 1971    | 1975     | Alain Benoist            | PS           | Médecin. Fils du précédent.                                                     |
| 1976    | 1983     | Fernand Baudin           | PS           | Instituteur retraité.                                                           |
| 1983    | 1995     | Casimir Terzaghi         | PS           | Directeur des carrières de Moulins-Engilbert et de Fléty.                       |
| 1995    | 2000     | Marcel Joyeux            | DVD          | Contrôleur général au sein d'AGF. Conseiller général.                           |
| 2000    | 2001     | Daniel Lambert (intérim) | DVD          | Agent général d'assurances.                                                     |
| 2001    | 2014     | Jean-Louis Rollot        | PS           | Inspecteur général de l'Éducation nationale. Vice-président du conseil général. |
| 2014    | En cours | Jocelyne Guérin          | PS puis DVG  | Cadre bancaire retraitée. Vice-présidente du conseil départemental.             |

### Jumelages
- Emmelshausen (Allemagne).

## Population et société

### Démographie
L'évolution du nombre d'habitants est connue à travers les recensements de la population effectués dans la commune depuis 1793. Pour les communes de moins de 10 000 habitants, une enquête de recensement portant sur toute la population est réalisée tous les cinq ans, les populations de référence des années intermédiaires étant quant à elles estimées par interpolation ou extrapolation. Pour la commune, le premier recensement exhaustif entrant dans le cadre du nouveau dispositif a été réalisé en 2005.

En 2022, la commune comptait 1 983 habitants, en évolution de +0,35 % par rapport à 2016 (Nièvre : −3,28 %, France hors Mayotte : +2,11 %).
| 1793 | 1800  | 1806  | 1821  | 1831  | 1836  | 1841  | 1846  | 1851  |
| ---- | ----- | ----- | ----- | ----- | ----- | ----- | ----- | ----- |
| 755  | 1 774 | 1 890 | 2 081 | 2 115 | 2 133 | 2 273 | 2 387 | 2 369 |

| 1856  | 1861  | 1866  | 1872  | 1876  | 1881  | 1886  | 1891  | 1896  |
| ----- | ----- | ----- | ----- | ----- | ----- | ----- | ----- | ----- |
| 2 274 | 2 312 | 2 654 | 2 519 | 2 668 | 3 199 | 3 247 | 3 211 | 3 321 |

| 1901  | 1906  | 1911  | 1921  | 1926  | 1931  | 1936  | 1946  | 1954  |
| ----- | ----- | ----- | ----- | ----- | ----- | ----- | ----- | ----- |
| 3 345 | 3 446 | 3 485 | 2 949 | 2 743 | 2 724 | 2 663 | 2 515 | 2 285 |

| 1962  | 1968  | 1975  | 1982  | 1990  | 1999  | 2005  | 2006  | 2010  |
| ----- | ----- | ----- | ----- | ----- | ----- | ----- | ----- | ----- |
| 2 475 | 2 598 | 2 639 | 2 746 | 2 422 | 2 234 | 2 077 | 2 054 | 2 006 |

| 2015  | 2020  | 2022  | - | - | - | - | - | - |
| ----- | ----- | ----- | - | - | - | - | - | - |
| 1 981 | 1 994 | 1 983 | - | - | - | - | - | - |

Le recensement de 1795 ne concerne que l'ancienne commune Luzy-Ville (755 habitants) et non Luzy-Foraint (660 habitants). Le total de ces recensements donne une population de 1 315 Luzycois répartis sur le territoire de l'actuelle commune.

### Santé
Luzy possède une maison de santé (108 lits) avec un centre de convalescence, centre Croix-Rouge. Elle possède aussi deux cabinets de médecine généraliste, cinq cabinets de médecine spécialiste (dentaire, ostéopathe, kinésithérapeute, orthophoniste, podologue), deux pharmacies, un opticien, un service de transport des malades, et un service d’infirmières et aides soignantes.

### Enseignement
Luzy possède un complexe d'enseignement constitué d'une école maternelle et d'une école primaire ainsi qu'un collège avec internat, nommé Antony-Duvivier.

### Associations
On trouve 100 associations en activité, soutenues par la mairie[réf. nécessaire].

## Culture locale et patrimoine

### Lieux et monuments
Civils
- Ancien château fort des seigneurs de Luzy.
- Ancien château des seigneurs de Mazille, reconstruit aux XVIIIe et XIXe siècles.
- Ancienne maison forte des seigneurs de Montarmin, datant du XIVe ou XVe siècle.
- Une tour-horloge carrée érigée au XIXe siècle et démolie au XXe.

Religieux
- Église Saint-Pierre : église paroissiale du XIe ou XIIe siècle. Les chapelles furent construites au XVIe siècle et la nef agrandie vers 1818. L'église fut détruite vers 1880 par la foudre et reconstruite en 1882[48]. Épitaphe de Jehan Simonin, curé de Luzy[49] mort en 1635 ; classée monument historique en juillet 1903[22].
- Ancienne église paroissiale Notre-Dame du XIIe siècle. Elle fut désaffectée en 1776[27], acquise par la commune en 1806, et réduite à l'état de vestiges en 1875[50].
- Ancien presbytère de la paroisse de Notre-Dame construit en 1608 et reconstruit en 1858.

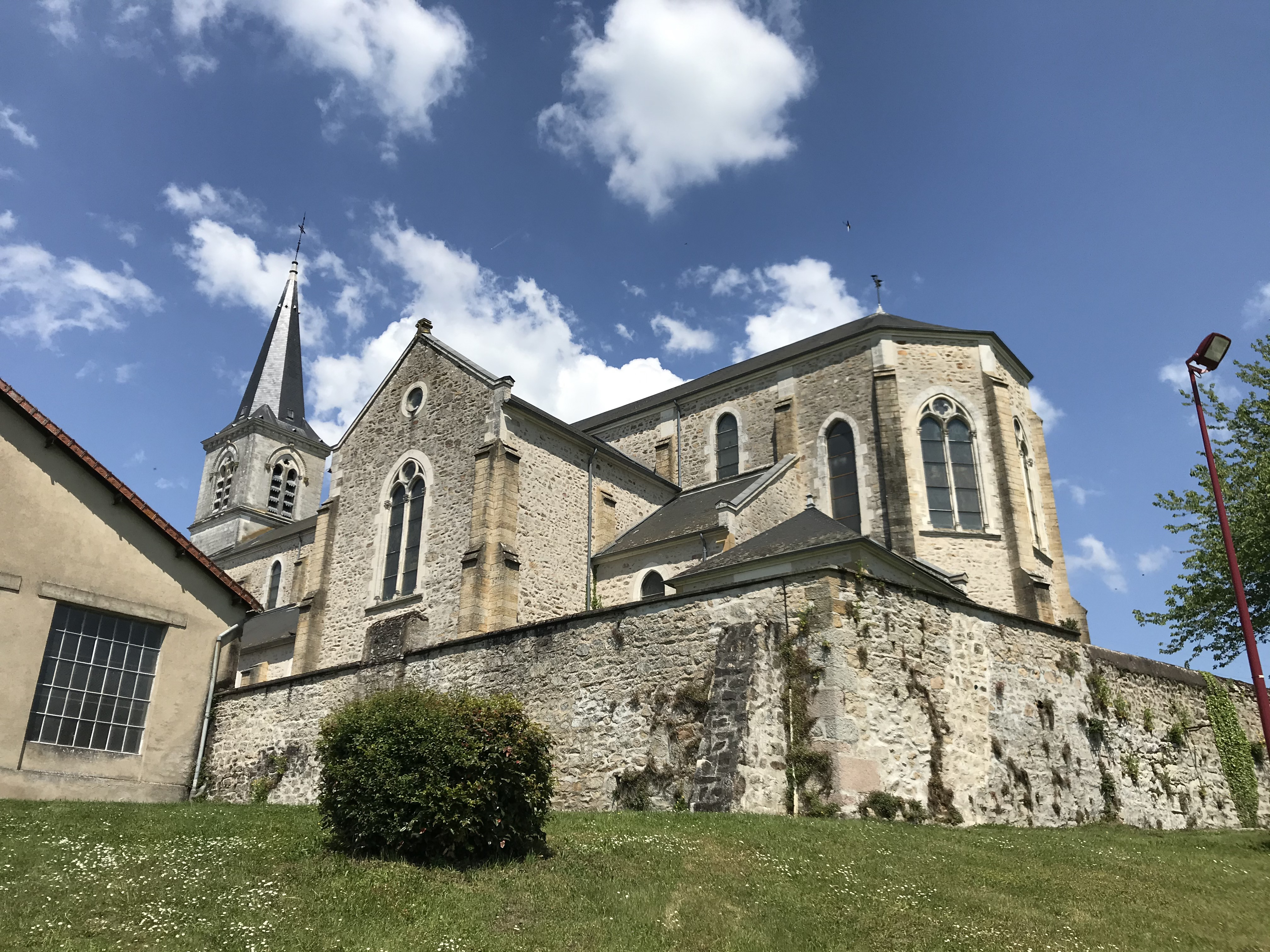
L'église Saint-Pierre.
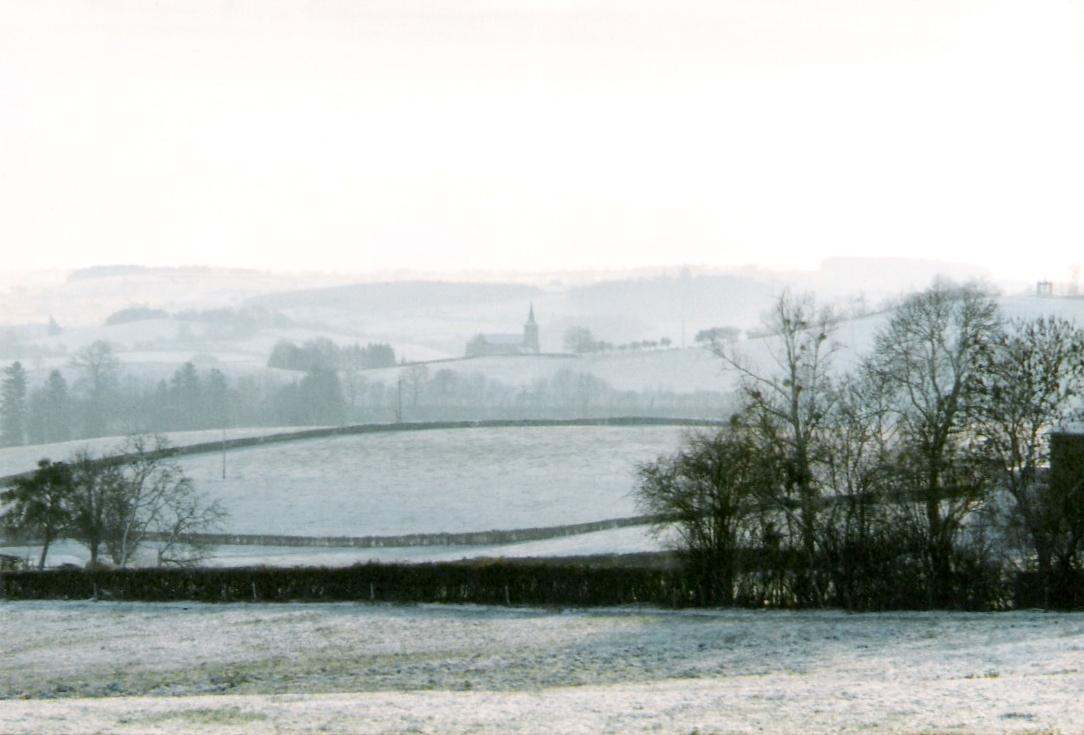
Les environs de Luzy, un 1er janvier sous la neige.
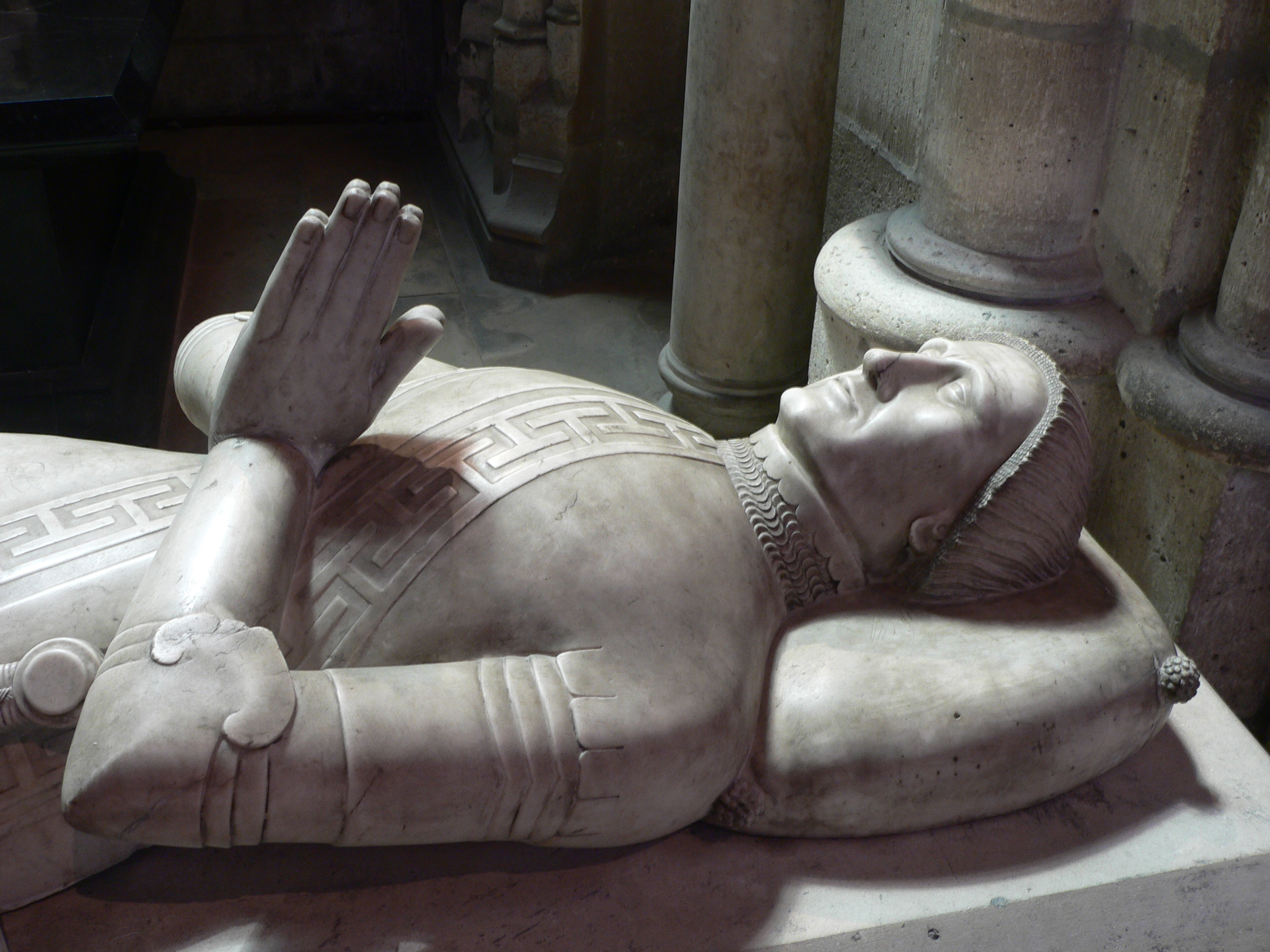
Gisant de Louis de Sancerre, seigneur de Luzy, dans la cathédrale de Saint-Denis (Seine-Saint-Denis).
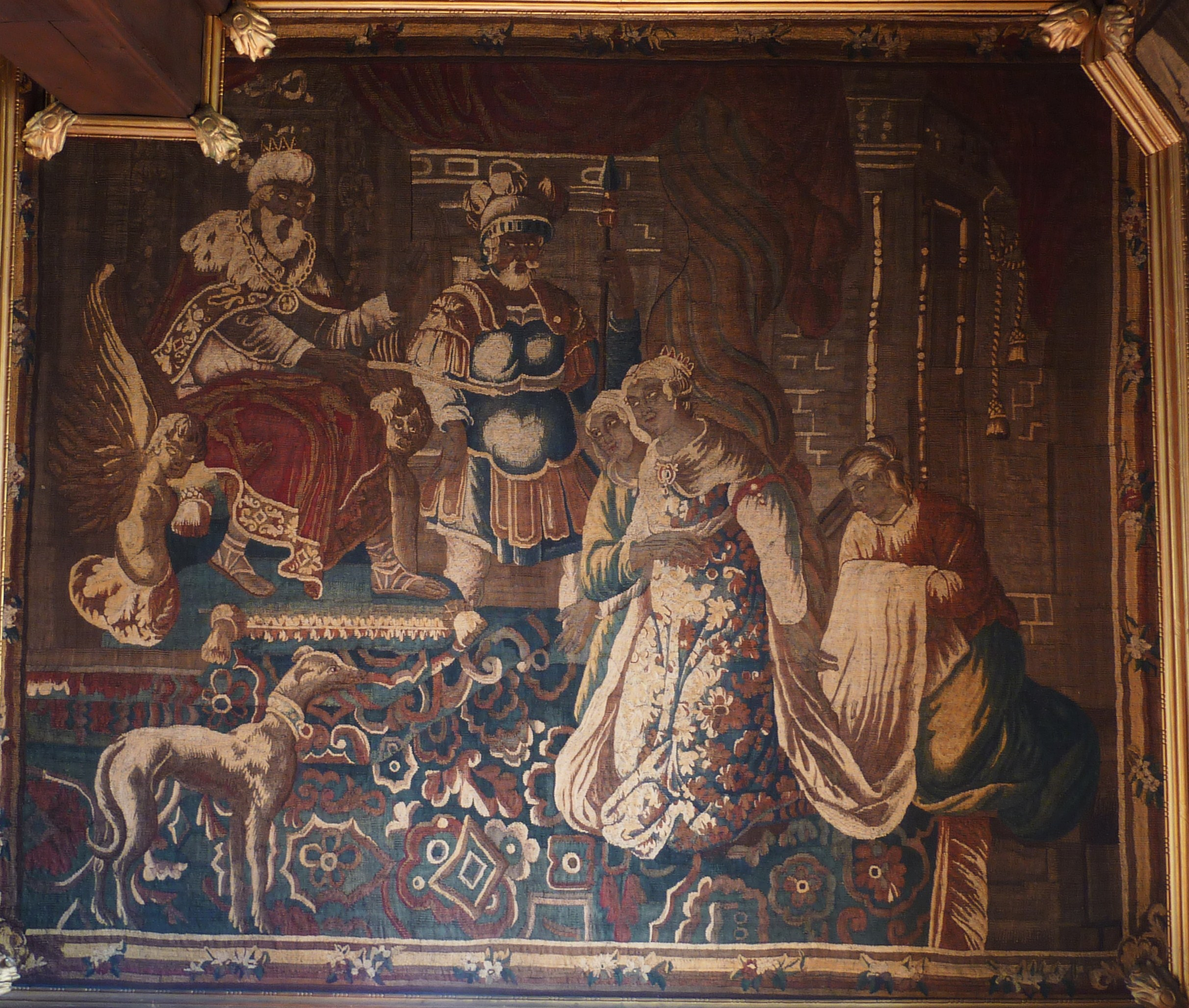
Tapisseries d'Aubusson du XVIIe siècle dans la salle des mariages de l'hôtel de ville de Luzy (histoire d'Esther).

#### Château des barons
La première apparition du château des seigneurs des Luzy, dit « château des barons », remonte en 1088, où « le moulin près de l'étang du château de Luzy » est donné par Geoffroy de Semur aux religieuses de Marcigny. D'une surface triangulaire, son aire est de 8 800 m2 environ et sa longueur des côtés est de 172 mètres maximum. Le donjon, dont son toit conique est restauré en 2001, possède des murs de deux mètres d'épaisseur.
Le puits du château est utilisé jusqu'en 1954 et l'installation du réseau d'eau potable. Une tour carrée est également disposée dans l'enceinte du château et servait à l'administration judiciaire de la baronnerie[Quoi ?]. Elle disparaît à la Révolution ou peu après (dans une carte de la ville dessinée par Amédée Jullien en 1883, la tour n'est pas présente).

#### Tour carrée

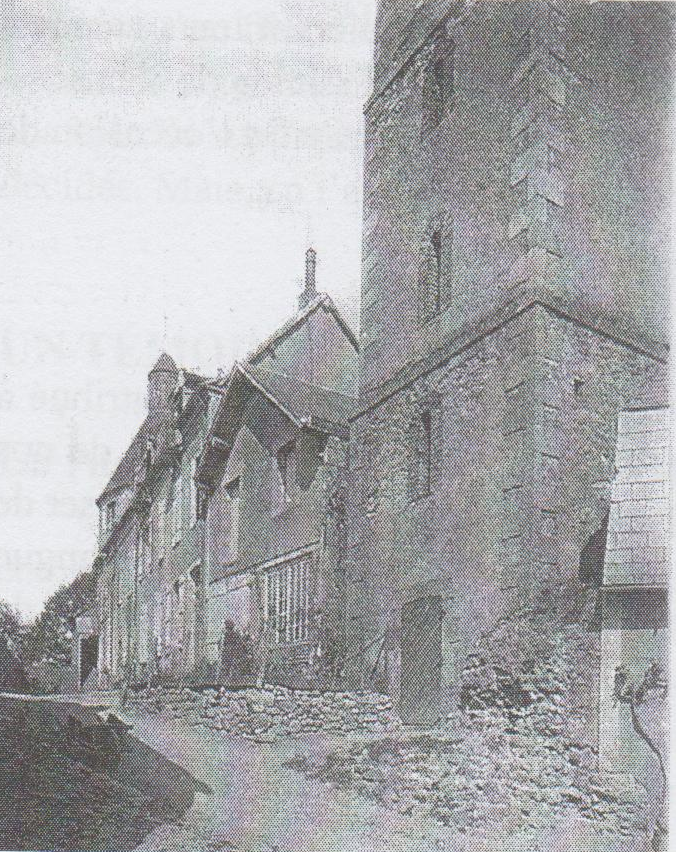
La tour carrée.

La tour carrée, érigée dans les années 1870 par Auguste Coujard de Lacheize, est une tour horloge située dans le centre-ville de la commune et n'ayant existé qu'une trentaine d'années. Disposée sur un plan de 4 mètres de côté, elle est éclairée par trois longues baies. Les quatre cadrans, placés sur le dernier étage du bâtiment, sont composés d'un cadran blanc émaillé de plus de 80 centimètres de diamètre, et sont également surmontés chacun de trois baies, celles-ci ne servant pas à laisser passer la lumière, mais permettaient que le son des cloches soient entendu de loin. L'horloge, quant à elle, devait être remontée tous les huit jours.
Les horloges ne marchent plus dès 1887, et la propriétaire, Mme Bertholomey, née Coujard de Laverchère, héritière d'Auguste Coujard de Lacheize (mort en 1882), ne s'en occupe pas. Dès l'acquisition de la tour par Marie-Camille Coujard de Laverchère en 1900, après le décès de sa tante, l'horloge est démontée et le mécanisme, avec un cadran, est vendu au curé de Tazilly Régnier, pour le prix de 100 francs. La tour est rachetée pour 200 francs par l'huissier communal, Louis Prétet, en 1906. Le prochain propriétaire la fera démolir pour la construction d'une remise,.

### Héraldique
| Blason | Blasonnement : « De sable au chevron d'argent accompagné de trois étoiles d'or. » |

### Personnalités liées à la commune

#### Nées à Luzy
- Lucien Gueneau (1832-1908) : maire de Luzy, sous-préfet, capitaine de cavalerie et écrivain né à Luzy.
- Victor Gueneau (1835-1919) : écrivain et historien né à Luzy.
- Jean Chandioux (1849-1915) : maire de Luzy, député.
- Gaëtan Gorce (né en 1958) : homme politique né à Luzy.
- Jean-François Bernard (né en 1962) : cycliste né à Luzy, troisième du Tour de France 1987, vainqueur de Paris-Nice 1992.
- Amaury Delerue (né en 1977) : arbitre international de football né à Luzy.

#### Actives à Luzy
- Arthur Young (1741-1820) : voyageur et agriculteur britannique, il s'arrête à Luzy et y écrit une partie de son ouvrage Voyages en France en 1787, 1788 et 1789[55].
- Henri Dollet (1895-1944) : médecin et maire de Luzy, résistant fusillé[56], fait chevalier de Légion d'honneur.
- Suzanne Sourioux-Picard (1896-1972) : femme de lettres, épouse de l’écrivain et journaliste Gaston Picard.
- Daniel Benoist (1908-2004) : médecin maire de Luzy, conseiller général de son canton, député et sénateur.

#### Vie communale
- Lucien Gueneau, Causerie à mes concitoyens, distribution des Prix des Écoles communales de Luzy, 1884
- Lucien Gueneau, Luzy, nos médecins, 1897

#### Histoire
- Lucien Gueneau, Deux pièces pour servir à l'histoire de Luzy
- Lucien Gueneau, Un chapitre de l'histoire de Luzy, 1884Réédité sous le titre L'Histoire de Luzy en 2006 à Paris aux éditions Res Universis, coll. « Monographies des villes et villages de France »  (ISBN 2-8776-0356-3), puis en 2014.
- Abbé Auguste Tambour, Histoire de Luzy de la Révolution au début du XXe siècle, Paris, Le Livre d'Histoire, coll. « Monographies des villes et villages de France » (ISBN 978-2-84373-958-3 et 2-84373-958-6, BNF 40966381)Fac-similé réunissant les titres Luzy au temps de la Révolution, 1789-1802 (1937), Anecdotes sur Luzy au XIXe siècle (1945), Petite histoire au début du XXe siècle (1947) et Luzy pendant l'Occupation (1946).
- Auguste Tambour, Quelques pages sur Luzy à travers les siècles, Nevers, 1939
- Auguste Tambour, Notice sur l'hospice de Luzy
- Alexis Raillard, Un coin du Morvan à travers l'histoire, Civry, Éditions de Civry, coll. « Pierre écrite », 1981, 446 p. (ISBN 2-85983-035-9)
- A. Blondon, Luzy le 20 juin 1982 : sortie annuelle de la Caisse départementale des monuments et des sites de la Nièvre, Nevers, Camosine, 1982
- Roland Niaux, « Luzy (Nièvre) », Le Pays d'art et d'histoire du Mont Beuvray,‎ 9 février 1994 (lire en ligne)
- Bulletins du groupe d'histoire locale de Luzy (Nièvre), 1998 à 2014, quinze numéros
- Jean-Pierre Mordier (dir.), Jean Arnoux, Jean Millot, Jacques Charmant, Andrée Forneret et Sabine Nivot, Regards sur Luzy à travers les siècles : sur les traces du passé luzycois de la préhistoire à nos jours, Luzy, auto-édition, 2013, 350 p. (ISBN 978-2-7466-5843-1)

#### Photographies
- Roger Billaud, Luzy en cartes postales anciennes, Luzy, auto-édition, 1980